# Anus (narod)
Anus, ribarski malajsko-polinezijski narod iz skupine Sarmi naseljen na otoku u zaljevu Jayapura ispred sjeverne obale Nove Gvineje u regenciji Jayapura Kabupaten, subdistrikt Bonggo Kecamatan i možda na susjednoj obali Nove Gvineje istočno od rijeke Tor. Populacija im iznosi oko 300, a istoimenim jezikom služi se 70 ljudi (2000 Wurm).

## Vanjske poveznice
- Anus: A language of Indonesia (Papua)